# لوکا برومنز
لوکا برومنز (انگلیسی: Lucca Brughmans؛ زادهٔ ۲۷ ژوئن ۲۰۰۸) بازیکن فوتبال اهل بلژیک است که در حال حاضر برای خنک در پست دروازه‌بان بازی می‌کند.
وی همچنین در تیم‌های ملی فوتبال زیر ۱۵ سال، زیر ۱۷ سال و زیر ۱۹ سال بلژیک بازی کرده است.